# Côte de Lumière
Côte de Lumière (fra. Obala svjetlosti) je naziv za primorska ljetovališta koja se nalaze duž obale departmana Vendée u Francuskoj.
Općine koje se nalazi na obali, poredane od sjevera prema jugu su:
- Noirmoutier-en-l'Ile
- Barbâtre
- La Barre-de-Monts
- Notre-Dame-de-Monts
- Saint-Jean-de-Monts
- Saint-Hilaire-de-Riez
- Saint-Gilles-Croix-de-Vie
- Bretignolles-sur-Mer
- Brem-sur-Mer
- Olonne-sur-Mer
- Les Sables d'Olonne
- Château-d'Olonne
- Talmont-Saint-Hilaire
- Jard-sur-Mer
- Saint-Vincent-sur-Jard
- Longeville-sur-Mer
- La Tranche-sur-Mer
- La Faute-sur-Mer